# Jean-Bernard Sempastous
Jean-Bernard Sempastous est un homme politique français né le 5 août 1964 à Bagnères-de-Bigorre (Hautes-Pyrénées).
Membre de La République en marche, il est maire de Bagnères-de-Bigorre de 2013 à 2017, et député de la 1re circonscription des Hautes-Pyrénées de 2017 à 2022.

## Biographie

### Origines et profession
Jean-Bernard Sempastous est né le 5 août 1964 à Bagnères-de-Bigorre dans le département des Hautes-Pyrénées. Après des études d’électronique, électrotechnique et automatique à la faculté de Montpellier, il exerce comme professeur dans un lycée technique[réf. nécessaire].

### Engagement politique

#### Débuts
Il fut membre des Jeunes Démocrates sociaux, mouvement de jeunesse du Centre des démocrates sociaux.
En 1995 il devient conseiller municipal de Bagnères-de-Bigorre puis adjoint en 1998. En Septembre 2013, il devient maire à la suite du décès de son prédécesseur puis est élu en 2014. 
Parallèlement il est vice-président de la Communauté de communes de la Haute-Bigorre chargé du personnel jusqu’en 2017.
En 2016, il est porte-parole d'Alain Juppé dans les Hautes-Pyrénées pour sa campagne à la primaire de la droite et du centre. Après sa défaite, il est sollicité par Emmanuel Macron, qu'il connaît depuis son passage au palais de l'Élysée comme secrétaire général adjoint, pour être candidat aux législatives sous la bannière de son parti.

#### Député de laXVelégislature
Il est élu député dans la première circonscription des Hautes-Pyrénées, avec 58,85 % des voix face à Sylvie Ferrer (La France insoumise) au second tour des élections législatives de 2017,,.
Il indique entretenir des relations étroites avec le président de la République et lui transmettre régulièrement des notes sur des enjeux nationaux ou départementaux.
Il crée avec Benoît Simian le « Cercle girondin LREM » en septembre 2018, afin de porter les thématiques de la ruralité à l'Assemblée.
Aux élections législatives de 2022, il est battu par Sylvie Ferrer, candidate de La France Insoumise, dans un scrutin particulièrement serré (105 voix seulement les séparent). 

#### Polémique
La participation de plusieurs députés, dont Jean-Bernard Sempastous, au restaurant Chez Françoise, où il apparaît avec ses collègues Aina Kuric (Marne), Liliana Tanguy (Finistère) et Marion Lenne (Haute-Savoie), à une soirée organisée par le cabinet de lobbying Com'Publics le 5 novembre 2019 crée une polémique. Il indique travailler avec eux en transparence uniquement sur le sujet du thermalisme, Com'Publics assistant les acteurs du secteur. 